# Makrorodzina językowa
Makrorodzina językowa (nadrodzina językowa) – w genetycznej klasyfikacji języków jednostka obejmująca rodzinę językową plus język(i), które w założeniu są ze sobą spokrewnione wywodząc się od wspólnego prajęzyka.
Postulowane przez językoznawców makrorodziny przeważnie mają charakter hipotetyczny, opierają się głównie na występowaniu pewnych trudno zauważalnych podobieństw słownikowych, gramatycznych i składniowych.

## Przykłady niektórych postulowanych makrorodzin
- języki nostratyczne
- języki eurazjatyckie
- języki dene-kaukaskie
- języki amerindiańskie
- języki boreańskie
- języki austryckie